# Ел Шарптон
Альфред Чарльз "Ел" Шарптон, молодший (англ. Alfred Charles "Al" Sharpton, Jr.; нар.3 жовтня 1954) — американський політичний активіст, проповідник, правозахисник прав чорношкірих американців. Бере активну участь в акціях протесту проти випадків расизму, дискримінації, порушення громадянських прав.  У 2004 році балотувався від Демократичній партії на посаду у Президента США на виборах 2004 року. Є автором двох книжок, ведучим популярної радіопрограми.